# ヴワディスワフ・タチャノフスキ

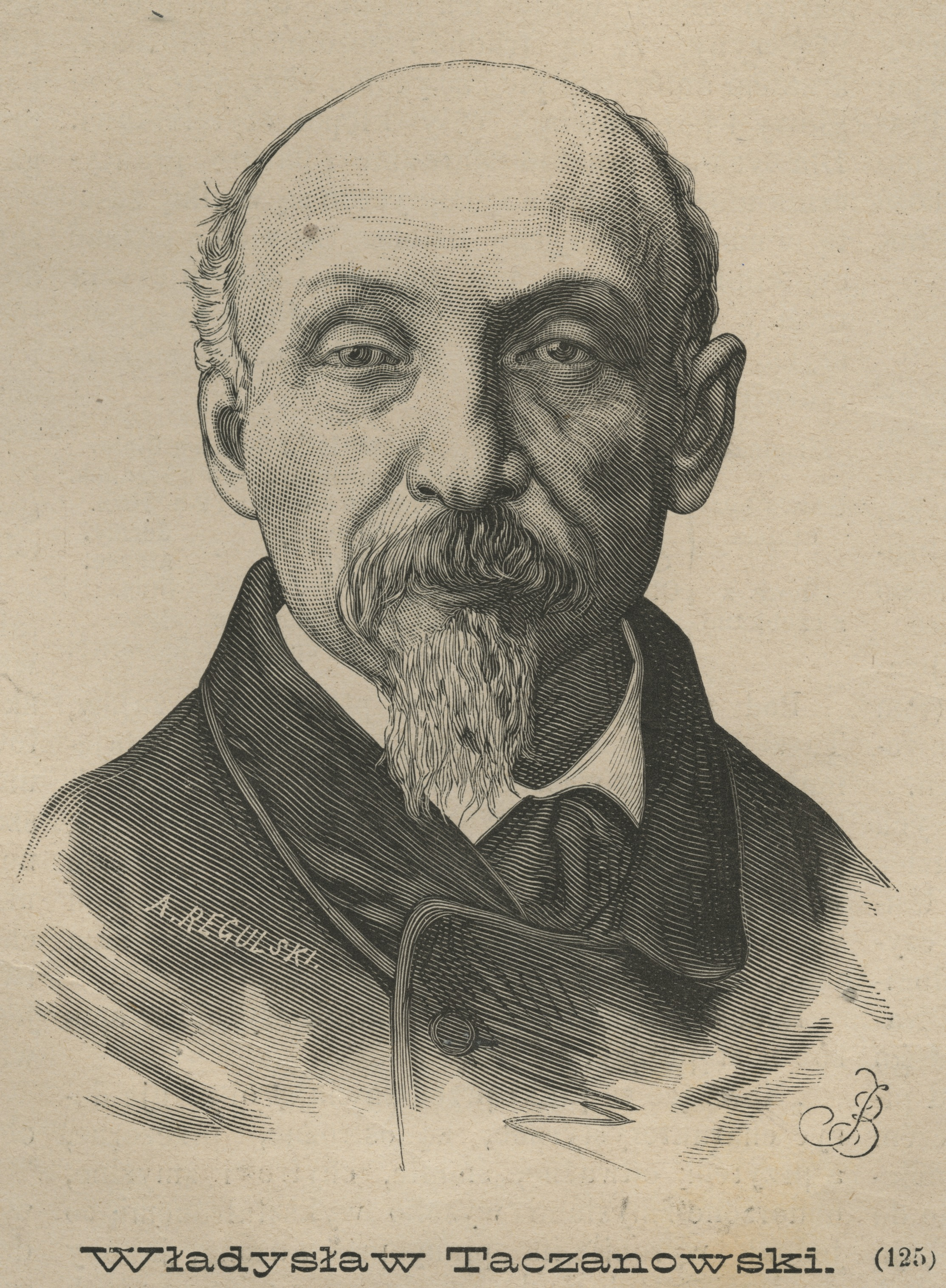
ヴワディスワフ・タチャノフスキ

ヴワディスワフ・タチャノフスキ（Władysław Taczanowski、1819年3月17日-1980年1月17日）は、ルブリン県ヤブウォンナ出身のポーランド人の動物学者かつ博物学収集者で、極東ロシアおよび北アフリカの探検を行った。鳥類学が専門であるが、爬虫類やクモ綱を含む他の分類の動物についての記述も多く行った。

## 人生
古いシュラフタでマグナートの家系（タチャノフスキ家）の一員で、ポズナン地域の出身である。ヴワディスワフはルブリンで学び、父の死後は家の畑を維持した。その後、公務員となり、ラドム県の知事の特命ミッションに携わった。1855年からはワルシャワ大学博物館に勤め、他の博物館を回り始めた。1865年には、ベネディクト・ディボフスキィ及びビクター・グッドレウスキの東ロシアへの探検に参加した。1862年に、フェリクス・パヴェル・ヤロシキからキュレーター職を引き継いだ。1866年から1867年には、w:Antoni Wagaのアルジェリア探検に参加し、Birds of Poland (1882) やOrnithology of Peru (1884-86)等の重要な著作を著した。彼は、コンスタンティン・ジェルスキーからカイエンヌの、カウンツ・アレクサンダーとコンスタンティン・ブラニッキからから上ナイルのコレクションを受け取った。1875年以降、ジャン・ストルツマンがジェルスキーを継ぐと、継続して、南アメリカの標本を受け取った。1887年にクラクフ大学（現在のヤギェウォ大学）から名誉博士号を受けた。1980年にワルシャワで死去した。
彼の名前に因んだ種の名前には、ハシナガシギダチョウ(Nothoprocta taczanowskii)、ペルーカイツブリ(Podiceps taczanowskii)、マウンテンパカ(Agouti taczanowskii)、ミナガミヒガイ(Ladislavia taczanowskii)、Tropidophis taczanowskyi等がある。

## 著作等
- "Les Aranéides de la Guyane française," Horae Societatis entomologicae Rossicae (1871)
- "Les Aranéides de la Guyane française," Horae Societatis entomologicae Rossicae (1873)
- "Les Aranéides du Pérou. Famille des Attidés" (1879)
- Ornithologie du Pérou (1884)